# Havgårdssjön
Havgårdssjön är en sjö i Svedala kommun i Skåne och ingår i Sege ås huvudavrinningsområde. Sjön är 5,8 meter djup, har en yta på 0,502 kvadratkilometer och befinner sig 50 meter över havet. Vid provfiske har bland annat abborre, braxen, gers och groplöja fångats i sjön.
Sjön ligger fem kilometer söder om Sturups flygplats. I den norra delen av sjön sker avrinning till Börringesjön. På halvön Turestorpsö finns spår av en medeltida borganläggning.

## Delavrinningsområde
Havgårdssjön ingår i delavrinningsområde (615548-134294) som SMHI kallar för Inloppet i Börringesjön. Medelhöjden är 59 meter över havet och ytan är 10,39 kvadratkilometer. Räknas de 2 avrinningsområdena uppströms in blir den ackumulerade arean 29,44 kvadratkilometer. Avrinningsområdets utflöde Sege å mynnar i havet. Avrinningsområdet består mestadels av skog (13 %), öppen mark (13 %) och jordbruk (65 %). Avrinningsområdet har 0,71 kvadratkilometer vattenytor vilket ger det en sjöprocent på 6,8 %. Bebyggelsen i området täcker en yta av 0,12 kvadratkilometer eller 1 % av avrinningsområdet.

## Fisk
Vid provfiske har följande fisk fångats i sjön:
- Abborre
- Braxen
- Groplöja
- Gädda
- Gärs
- Mört
- Sutare